# تفسير المنار
تفسير القرآن الحكيم الشهير باسم تفسير المنار هو أحد كتب تفسير القران الكريم في العصر الحديث، ينسب إلى الشيخ محمد رشيد رضا.
يقول في أسباب التأليف: (فكانت الحاجة شديدة إلى تفسير تتوجه العناية الأولى فيه إلى هداية القرآن على الوجه الذي يتفق مع الآيات الكريمة المنزلة في وصفه، وما أُنزل لأجله من الإنذار والتبشير والهداية والإصلاح، ...ثم العناية إلى مقتضى حال هذا العصر في سهولة التعبير، ومراعاة أفهام صنوف القارئين، وكشف شبهات المشتغلين بالفلسفة والعلوم الطبيعية وغيرها"

## أسلوب التفسير
عمد الشيخ محمد رشيد رضا إلى جمع ما تناثر ووقع في يده من دروس أستاذه محمد عبده في التفسير، فجمعها في التفسير المسمى بتفسير المنار، وهو تفسير شامل جامع لصحيح المأثور وصريح المعقول، وازن بين ما عليه المسلمون اليوم وبين متطلبات التشريع العظيمة التي جاء بها الكتاب المبين، وقد راعى المؤلف في تفسيره سهولة العبارة وطلاوتها ولم يثقله بذكر المصطلحات والعبارات التي لا يدرك معناها إلا المشتغلون والمتفقهون بالتفسير، وقد جعله في اثني عشر كتابًا بتفسير فاتحة القرآن الكريم مبينًا وجوه الإعجاز في آيات القران من حيث الأسلوب والبلاغة وبما فيه من علم الغيب، وسلامته من الاختلاف، موضحًا وجه دلالة القرآن على نبوة النبي محمد.
يُعتبر تفسير المنار التفسير جامع بين صحيح المأثور وصريح المعقول، الذي يبين حكم التشريع وسنن الله في الإنسان، وكون القران هداية للبشر في كل زمان ومكان، مراعيا فيه السهولة في التعبير، مجتنبا مزج الكلام باصطلاحات العلوم والفنون، وهذه هي الطريقة التي جرى عليها في دروسه في الأزهر، كما يعتبر تفسيراً أثرياً، مدنياً عصرياً، إرشاديّاً اجتماعيّاً وسياسيّاً يتكون من اثني عشر مجلداً، وفي هذه المجلدات تحقيق الفروع والفصول، وحل المشكلات ودحض الشبهات، وإقامة حجج الإسلام.

## وصلات خارجية
- تحميل تفسير المنار المكتبة الشاملة
- تحميل تفسير المنار المكتبة الوقفية
- قراءة تفسير المنار